# 盎格魯-摩洛哥聯盟
盎格魯-摩洛哥聯盟，是16世紀末至17世紀初由英格蘭王國與摩洛哥王國建立的聯盟。
英國女王伊麗莎白一世和摩洛哥蘇丹艾哈邁德·曼蘇爾在對西班牙國王費利佩二世的共同敵意的基礎上達成了商業協議，其中尽管武器貿易占據主導地位，但也進行了多次直接開展軍事合作的嘗試。 他們的繼任者將這一聯盟維持了一段時間。

## 背景

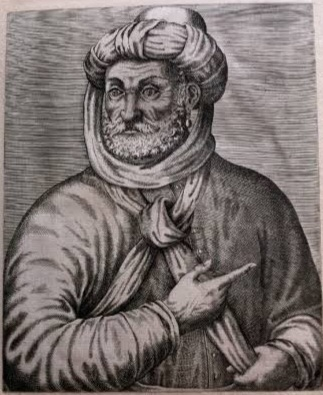
1578年后，蘇丹艾哈邁德·曼蘇爾將英格蘭與摩洛哥之間的關係發展為政治聯盟。

16世紀，英格蘭與摩洛哥之間的聯盟在定期商業往來的基礎上發展起來，這在很大程度上要歸功於安弗萊特商人家族的努力。 歐洲與摩洛哥的貿易曾一直由西班牙、葡萄牙和熱那亞共和國控制， 但在1541年，葡萄牙人失去了薩非和阿加迪爾，從而放鬆了對該地區的控制。
在1551年托馬斯·溫德姆的“獅子號”航行， 以及1585年英國巴巴里公司的成立之後，英格蘭與巴巴里諸國、特別是與摩洛哥之間的貿易得到發展。
來自摩洛哥的糖、鴕鳥羽毛和硝石通常被用來交換英國的織物和槍支，儘管這遭到了西班牙和葡萄牙的抗議。
伊麗莎白一世與蘇丹阿卜杜勒·马利克進行了多次交流，以促進貿易並為英國商人取得優勢。 蘇丹會說西班牙語、義大利語以及阿拉伯語，1577年，他用西班牙語寫信給女王，並用拉丁字母署名 Abdel Meleck （阿卜杜勒·馬利克）； 同年，女王派遣埃德蒙·霍根擔任駐摩洛哥宮廷大使。

## 聯盟建立
正如埃德蒙·霍根于1577年向蘇丹傳達的那樣，伊麗莎白最初不願意與摩洛哥開展軍火貿易，因為擔心受到其他基督教勢力的批評。 然而，儅1578年葡萄牙于三王戰役敗北后，伊麗莎白一世與蘇丹艾哈邁德·曼蘇爾開展了進一步的外交接觸與交流，並很快發展成爲政治聯盟。

## 英西戰爭

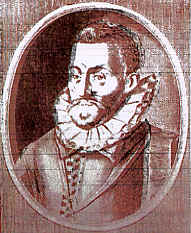
伊莉莎白一世試圖獲得蘇丹曼蘇爾的幫助，以支持安東尼奧（圖中人物）對葡萄牙王位的宣稱，從而對抗另一王位覬覦者西班牙的費利佩。

1580年，西班牙哈布斯堡王朝國王費利佩二世通過兼任葡萄牙國王費利佩一世而形成了西班牙與葡萄牙的王朝聯盟，即伊比利亞聯盟；加上1585年英西戰爭爆發，英格蘭與摩洛哥之間的關係進一步加強。 1581年，伊麗莎白授權向摩洛哥出口海軍級木材以換取硝石， 這是火藥的必要組成成分，1585年巴巴里公司的成立讓英國進一步壟斷了對摩洛哥的貿易長達12年。 1585年至1588年，伊莉莎白透過亨利·羅伯茨的大使館試圖獲得蘇丹的幫助以支持安東尼奧對葡萄牙王位的宣稱； 1588年，曼蘇爾授予英國商人特權。
25年來，伊麗莎白在給曼蘇爾的信中不斷將兩國之間的關係描述為 "La buena amistad y confederación que hay entre nuestras coronas" （西班牙語，意爲“兩國之間的偉大友誼與合作存在於我們的王冠之間”），並自稱為 "Vuestra hermana y pariente según ley de corona y ceptro" （西班牙語，意爲“根據王權法則下你的姊妹和親戚”）。
1589年1月，曼蘇爾透過他的駐女王宮廷使者 馬祖克·賴斯（亦作穆沙克·雷茲）， 請求女王提供槳、木匠和造船工，以及允許使用英國船隻運輸摩洛哥軍隊，以換取他在英國與摩洛哥遠征西班牙、支持葡萄牙王位宣稱者時所貢獻的十五萬杜卡特和軍事援助。 他也請求英國在摩洛哥與鄰近非基督教國家發生衝突時提供軍事援助。伊麗莎白無法完全滿足這些要求，尤其是對摩洛哥軍隊的運輸。談判一直持續到 1595 年安東尼奧去世為止。
儘管如此，1589年德雷克-諾里斯遠征仍繼續開展，並在英國艦隊徒勞地希望從英國或摩洛哥獲得援軍的情況下以失敗告終。 只有摩洛哥大使馬祖克·賴斯陪同遠征。他偽裝成葡萄牙貴族登上了安東尼奧的旗艦，一直待到1589年夏天。

## 1600年使館

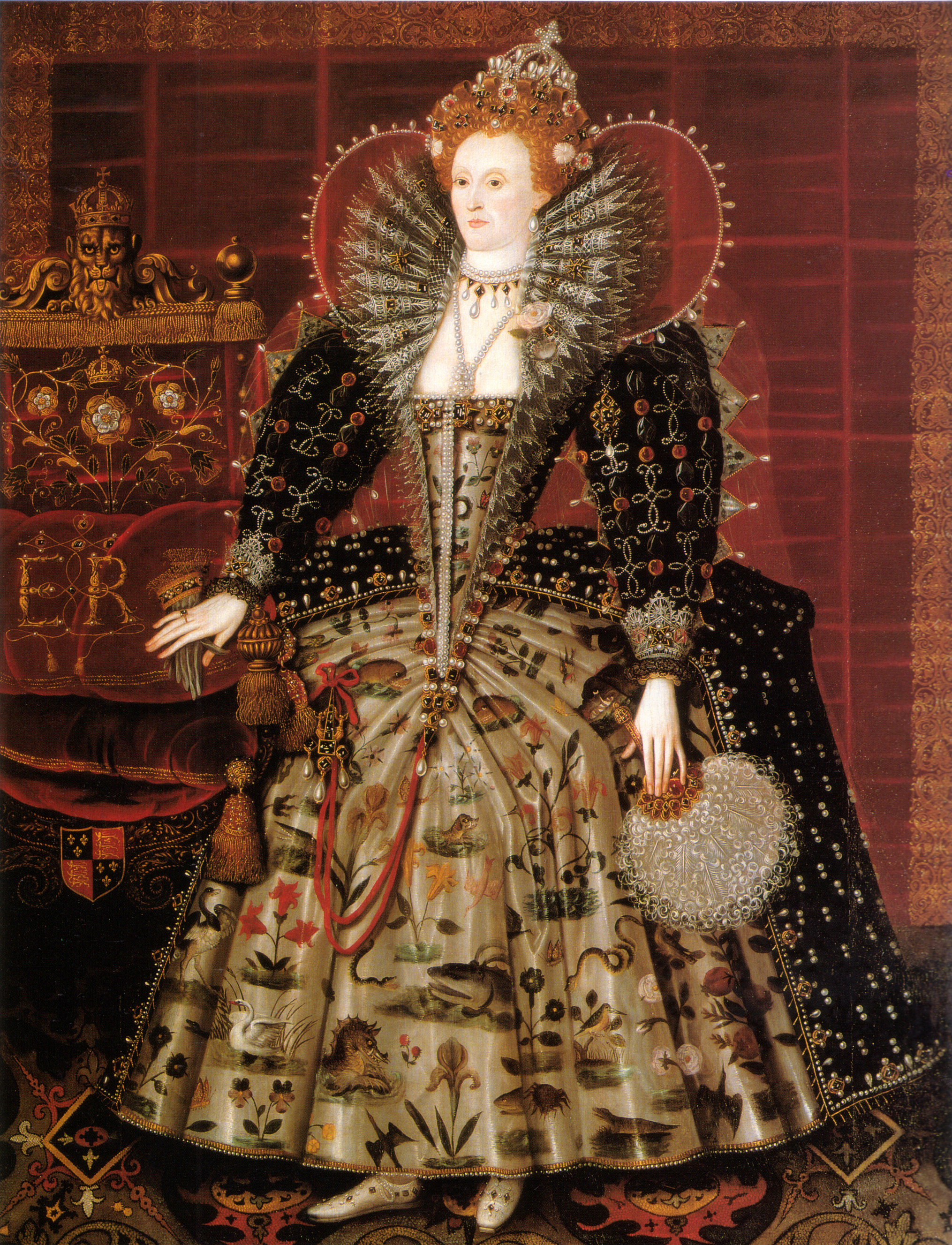
伊麗莎白一世站在东方地毯上。約1599年。尼古拉斯·希利亚德工作室。

伊麗莎白與巴巴里諸國之間的外交關係持續加強。 英國與摩洛哥建立了不利於西班牙的貿易關係，儘管有教宗的禁令，英國仍出售盔甲、彈藥、木材、金屬以換取摩洛哥的糖， 以至於教宗在西班牙的聖座大使儅提及伊麗莎白時説到：“沒有什麼罪惡不是那個女人所設計的。很明顯，她用武器，特別是用大砲拯救了穆洛科（指阿卜杜勒·马利克）”。
1600年，摩洛哥統治者艾哈邁德·曼蘇爾的首席秘書阿卜杜勒·瓦希德·本·马苏德作為駐英國女王伊麗莎白一世宮廷的大使訪問了英國。 阿卜杜勒·瓦希德·本·马苏德在伊麗莎白的宮廷待了6個月，以便談判結盟對抗西班牙。 摩洛哥統治者希望英國艦隊能夠協助入侵西班牙。伊莉莎白拒絕了這一請求，但歡迎摩洛哥建立大使館以保障兩國關係，並同意建立商業協議。 伊麗莎白女王和艾哈邁德國王繼續討論聯合軍事行動的各種計劃的可能性。伊麗莎白要求艾哈邁德提前支付10萬英鎊用於艦隊的補給，而艾哈邁德則要求伊麗莎白相應地派一艘大船來取錢。伊麗莎白“同意向摩洛哥出售軍火供應，並與艾哈邁德·曼蘇爾斷斷續續地商討針對西班牙人的聯合行動”。 然而商討仍然沒有結果，兩位統治者在使館正式成立後兩年內就去世了。